# Yazıyeri, Gümüşhacıköy
Yazıyeri là một xã thuộc huyện Gümüşhacıköy, tỉnh Amasya, Thổ Nhĩ Kỳ. Dân số thời điểm năm 2010 là 185 người.